# Вослебово
Во́слебово — село в Скопинском районе Рязанской области. Административный центр муниципального образования Вослебовское сельское поселение. Расположено в пяти километрах от города Скопина. Одноимённая железнодорожная станция на линии Узловая — Ряжск расположена в посёлке Московский, в семи километрах от села Вослебово.
Село относится к числу наиболее старых поселений края наряду с такими городами, как Пронск, Рязань, Ижеславль, Вердерев, возникших в XII—XVI веках. В платёжных книгах 1594—1597 гг. упоминается как село Вослеба, в «Списках населённых мест Российской империи» (1862) — как деревня Вослибъ (Вослебы) при речке Вослиб.

## Этимология
По одной из версий, название села — это дань памяти монаху-воину Ослябе, героически погибшему во время Куликовской битвы. Направляясь туда, он отдыхал здесь с другим легендарным богатырём, Пересветом. Когда тут возникло поселение, его назвали в честь Осляби. Со временем слово трансформировалось в Вослеба, а затем — в Вослебово.
По другой версии, у названия села гидронимическое происхождение и имя ему дала речка Вослебка, с последующим преобразованием этого имени по топонимической модели на -ово.

## История
Село известно с XVI столетия. По преданию, село возникло после Куликовской битвы, когда русское войско возвращалось после сечи с татарами, оставляя на пути к Москве десятки подобных посёлков, в которых оседали раненые воины и те, кто за ними ухаживал.
В XVI веке село Вослеба входило в Пехлецкий стан и принадлежало к вотчинам крупнейших бояр Александра и Василия Никитичей Романовых, которым царь Михаил Фёдорович приходился родным племянником. Затем вослебовские земли перешли к Алексею Михайловичу, который усилением эксплуатации своих крестьян значительно преумножил получаемые от вотчины доходы.
По окладным книгам, в 1676 году селе Вослеба значилось: Христорождественская церковь, двор попа Василия, двор пономарский, двор церковного бобыля. В приходе 90 дворов крестьянских и 8 дворов бобыльских. «Церковныя пашни десеть четвертей в поли, а в двупотомуж, а иная де церковная земля отведена в государевы десятин в пашню… сенных покосов на пятьдесят копен».
В 1778 году, когда Скопин становится уездным городом, село Вослеба определяется как центр Скопинской волости.
В 1861 году при храме основано церковно-приходское училище для 52 лиц мужского пола, а в 1878 году здесь основано земское училище.

## Население
| 1859 | 1897  | 1906  | 2007  | 2010  |
| ---- | ----- | ----- | ----- | ----- |
| 2272 | ↗3530 | ↗4141 | ↘1958 | ↘1861 |

## Достопримечательности
Памятник архитектуры — Храм Рождества Пресвятой Богородицы, впервые упоминается в 1629 году.
В 2013 году в Вослебово открыт мемориал воинам-землякам, погибшим на фронтах Великой Отечественной войны, авторы — скульпторы Сергей Ялоза и Наталья Близнюк.

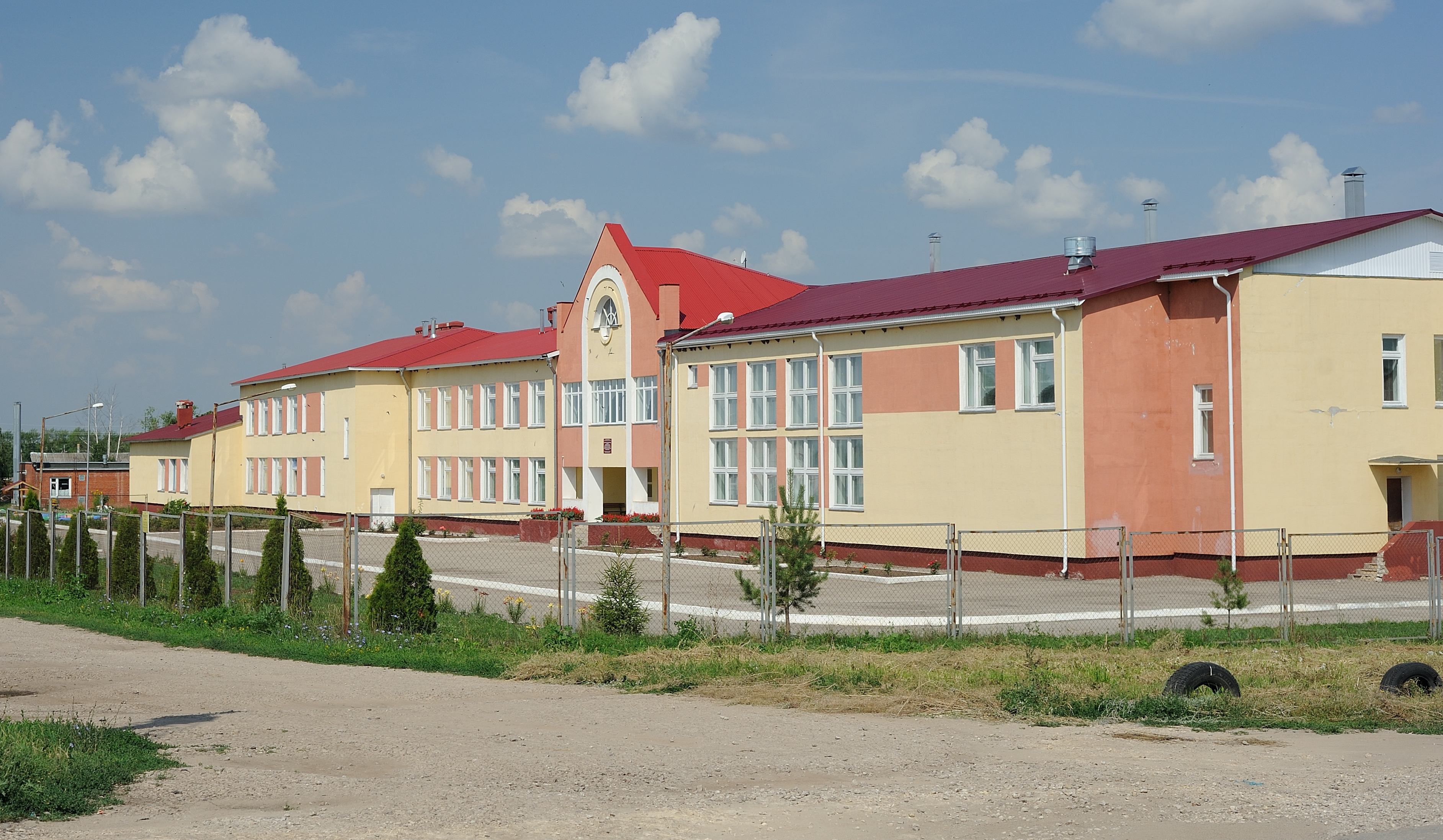

## Известные люди
- Линева Мария Александровна (1933) — художник декоративно-прикладного искусства, мастер-гончар ЗАО «Скопинская керамика», лауреат Государственной премии в области литературы и искусства[15].
- Римский Василий Иванович (1914—1983) — советский военнослужащий, полный кавалер Ордена Славы.